# Igor Tiourine
Igor Aleksandrovitch Tiourine (en russe : Игорь Александрович Тюрин) est un joueur russe de volley-ball né le 13 juin 1987 à Ouvarovo (oblast de Tambov, alors en URSS). Il mesure 1,98 m et joue attaquant.

## Clubs
| Club              | De        | À         |
| ----------------- | --------- | --------- |
| Dinamo Moscou     | 2009-2010 | 2010-2011 |
| G. Nijni Novgorod | 2011-2012 | ...       |

## Palmarès
- Coupe de la CEV (1)
  - Finaliste : 2014
- Championnat de Russie (1)
  - Vainqueur : 2008
  - Finaliste : 2007, 2011
- Coupe de Russie (1)
  - Vainqueur : 2008
  - Finaliste : 2007, 2010